# Dream Knight
《Dream Knight》（中文：玩偶騎士）是中國優酷土豆集團的子公司天世文化傳播與韓國JYP Pictures共同製作拍攝的網路劇，由JYP娛樂旗下男子團體GOT7、女演員宋昰昀領銜主演，以歌舞為主題，講述一名被傷痛折磨的少女和一群身分不明的美少年相遇，一起築構夢想、愛情與友情的奇幻校園故事。2015年1月27日於中國、韓國、泰國三地播出首集。

## 演員陣容

### 主要角色
| 演員   | 角色    | 簡介 | 登場集數          |
| 宋昰昀 | 周仁馨  | 玩偶的主人。父母雙亡並為病痛所苦的高中少女，因家產都被親戚變賣掉，只能獨自一人在露營式車屋中生活，即使在校內被以李珍妮為首的同學們欺負，仍能以樂觀的態度面對，有時甚至樂觀到有些少根筋，是人氣團體GOT的頭號粉絲，視Jr.為偶像。                                   | 全劇              |
| 林在範 | JB      | 外表冷酷，如仙人掌般難以親近的男子。常常板著臉叨唸著仁馨，督促她做些不喜歡的事，以至於雙方常有爭吵，但其實都是為了仁馨著想，是典型刀子嘴豆腐心的類型。心裡偷偷愛慕著仁馨，總是毫無遲疑的守護著她。具有讓人「瞬間冰凍」的超能力。                                 | 全劇              |
| 朴珍榮 | Jr.     | 當紅人氣團體GOT的隊長，與仁馨同是天下國際高中的學生。雖然已是紅透半邊天的超級偶像，但仍不忘加強自己的表演實力，時常在學校天台上偷偷練舞。有著迷人的親切微笑，但在微笑的背後，似乎藏著不為人知的傷痛，與JB互看不順眼，常常為了仁馨而發生衝突。                    | 1、4、6-12        |
| 段宜恩 | Mark    | 有一張令少女們都為之傾倒的天使臉孔，平常是舉止貼心浪漫的美少年，但搗蛋起來則是小惡魔一個，尤其和Jackson在一起更是惡作劇界的天作之合，兩人時常逗弄著仁馨，讓仁馨哭笑不得。個人必殺技是Wink，具有如丘比特般讓人「瞬間萌生愛意」的超能力。酷愛玩滑板。              | 全劇              |
| 王嘉爾 | Jackson | 個性淘氣、率直衝動的少年，常與Mark一起捉弄別人，在看似放蕩不羈的外表下，有一顆善良溫柔的心，雖然一開始看不慣李珍妮，常與其爭吵，但他也是第一個發現李珍妮柔軟的一面的人，並且不吝對其釋出關心。具有讓物品「瞬間熱得發燙」的超能力。                               | 全劇              |
| 崔榮宰 | 榮宰    | 騎士中的老么，平時我行我素，對周遭事物不以為意，唯獨對音樂有著超乎常人的熱愛，最喜愛邊彈著鋼琴邊唱歌，屬於有話直說的個性，關鍵時刻勇於據理力爭，即使冒犯到哥哥們也在所不惜。具有「瞬間起風」的超能力，風力小至能吹起女生裙子，大至能將人吹飛。                   | 全劇              |
| BamBam | BamBam  | 當紅人氣團體GOT的可愛擔當，十分受女孩們歡迎，總是親切的對待粉絲，因為常常吃著棒棒糖，而被Mark嘲笑長不大。特色是說話油膩帶點痞痞的氣息，常頂著可愛無辜的臉龐說些一針見血的話，酷愛騎腳踏車，後來與Mark化敵為友，變成一塊玩樂的好夥伴。                            | 1、4、6-12        |
| 金有謙 | 有謙    | 惹人疼愛的老么，當紅人氣團體GOT的舞蹈擔當，是偶像中最強的舞神偶像。留著一頭齊平的瀏海，因此常被騎士們恥笑像「門簾」。對於隊長Jr.給予的任務都會認真的完成，常常掛著天真無邪的笑容，但偶爾也會露出迷人的「壞男孩」的表情，是個兼具「男孩」與「男人」魅力的反轉男。 | 1、4、6-12        |
| 李玟暎 | 李珍妮  | 仁馨的高中同班同學，從小和仁馨一起長大，因為養母總愛拿仁馨和她作比較，使得珍妮漸漸對仁馨產生強烈的嫉妒心，開始夥同其他同學一起欺負仁馨，並以嘲諷仁馨為樂。在一次意外的情況下，漸漸與Jackson產生了交集，並互生情愫。                                              | 1、2、4-8、11、12 |

### 其他角色（客串）
| 演員   | 角色簡介                                                     | 登場集數       |
| 朴軫永 | 旁觀著一切的月亮角色                                         | 1、2、4、5、11 |
| 黃燦盛 | 天下國際高中引以為傲的傑出校友「燦盛」，當紅的高人氣舞蹈偶像 | 3、10          |
| 李昶旻 | 相機店老闆                                                   | 4              |
| 朴智敏 | 與仁馨同校的不良少女，是Jr.的忠實粉絲，常找仁馨麻煩          | 2              |
| 崔宇植 | 暗戀仁馨的男同學                                             | 2              |
| 李國主 | 路過的機車騎士                                               | 2              |
| 張姬領 | 「智秀」，Jr.曾愛慕與守護的對象                              | 8、9           |
| 姜制倫 | 「俊」，知名作曲家，智秀的戀人                               | 9              |
| 金亨俊 | 金姓節目製作人                                               | 6              |
| Clara  | 被水噴到的女客人                                             | 7              |
| 鄭潤鮮 | 仁馨的媽媽，知名戶外用品品牌‘Wild’的代表，死於一場車禍       | 3、5、8、9、11 |
| 姜賢宇 | 仁馨的表弟                                                   | 3              |
| 千明勛 | 舞蹈比賽的主持人                                             | 12             |

## 電視劇歌曲
| 曲別   | 歌名                                  | 演唱者          | 出現集數             |
| 主題曲 | Forever Love                          | 林在範（JB）    | 5、7、8、9、10、12   |
| 插曲   | Please                                | 朴軫永          | 10                   |
| 插曲   | 在別人的懷裡（다른 사람 품에 안겨서） | 朴軫永 & 孫佳人 | 10                   |
| 插曲   | It's Raining                          | Rain            | 6、12                |
| 插曲   | 10分滿分的10分（10점만점에10점）      | 2PM             | 3                    |
| 插曲   | Again & Again                         | 2PM             | 8                    |
| 插曲   | Thank You                             | 2PM             | 11                   |
| 插曲   | Step Up                               | miss A          | 11                   |
| 插曲   | 飛向空中（하늘 속으로）               | g.o.d           | 12                   |
| 插曲   | Bounce                                | JJ Project      | 2                    |
| 插曲   | Girls Girls Girls                     | GOT7            | 1                    |
| 插曲   | 你這樣的Girl（너란 Girl）             | GOT7            | 1、2、3、4、6、8、11 |
| 插曲   | 不要不要（하지하지마）                | GOT7            | 4                    |
| 插曲   | A (collapsedone Remix)                | GOT7            | 4                    |
| 插曲   | A                                     | GOT7            | 6、12                |
| 插曲   | Gimme                                 | GOT7            | 10                   |
| 插曲   | 我喜歡你（난 니가 좋아）              | GOT7            | 10                   |

## 獎項
| 年份 | 獎項       | 類別                | 提名和獲獎   | 結果 |
| ---- | ---------- | ------------------- | ------------ | ---- |
| 2015 | KWEB FEST  | 最佳新人男演員獎    | JB           | 提名 |
| 2015 | KWEB FEST  | 最佳新銳獎          | 張姬令       | 獲獎 |
| 2015 | KWEB FEST  | 最佳戲劇獎          | Dream Knight | 獲獎 |
| 2015 | KWEB FEST  | 最佳導演獎          | 朴炳煥       | 獲獎 |
| 2016 | DramaFever | 最佳K-Pop演技戲劇獎 | GOT7         | 獲獎 |

## 播出時間
| 頻道          | 所在地 | 播映日期                    | 播出時間             |
| ------------- | ------ | --------------------------- | -------------------- |
| 優酷、土豆網  | 中国   | 2015年1月27日－2015年3月5日 | 每週二、周四中午11點 |
| Naver TV Cast |        | 2015年1月27日－2015年3月5日 | 每週二、周四中午12點 |
| Line TV       | 泰國   | 2015年1月27日－2015年3月5日 | 每週二、周四中午11點 |

## 外部連結
- 優酷網上的「《玩偶騎士Dream Knight》1-12集」（中文）